# 清須市立古城小学校
清須市立古城小学校（きよすしりつこじょうしょうがっこう）は、愛知県清須市西枇杷島町城並にある公立小学校。

## 概要
- 校区は小田井、上新、城並、北大和、南大和、古城、花咲、地領（一部）であり、清須市立西枇杷島中学校に進学する[1]。

## 沿革
- 1975年（昭和50年）
  - 4月 - 西枇杷島町立西枇杷島小学校から分離し開校。
  - 7月 - プールが完成する。
- 1979年（昭和54年）3月 - 体育館が完成する。
- 1983年（昭和58年）2月 - 校舎を増築する。
- 2005年（平成17年）7月7日 - 西春日井郡西枇杷島町、清洲町、新川町が合併し、清須市が発足。同時に清須市立古城小学校に改称する。

## 交通アクセス
- 名鉄犬山線下小田井駅下車、徒歩約10分。

## 周辺施設
- 清須市立西枇杷島小学校
- 清須市立西枇杷島中学校
- 名古屋市立中小田井小学校
- 愛知県立新川高等学校
- 犬山線下小田井駅、中小田井駅
- 名鉄名古屋本線西枇杷島駅
- 東海道本線枇杷島駅
- 名鉄犬山線下小田井駅